# لولو فن بروخویتس
لولو فن بروخویتس (انگلیسی: Loulou von Brochwitz؛ زاده ) یک بازیگر پورنوگرافی است. 